# Австралийский узкорылый крокодил
Австралийский узкорылый крокодил (лат. Crocodylus johnstoni) — пресмыкающееся семейства настоящих крокодилов, обитает в пресных водоёмах на севере Австралии. Первоначально получил название Crocodylus johnsoni, то есть Крокодил Джонсона, из-за ошибки в написании фамилии первооткрывателя (Robert Arthur Johnstone, 1843—1905). Хотя спустя некоторое время ошибка была исправлена, в литературе встречаются оба названия.

## Внешний вид
Это относительно небольшой вид крокодилов — самцы очень редко вырастают более 2,5—3 м, для достижения такого размера требуется 25—30 лет. Самки обычно не более 2,1 м. В таких районах как озеро Аргайл и Национальный парк Нитмилек ранее встречались особи длиной до 4 метров. Морда необычно узкая, с острыми зубами. Количество зубов 68—72, премаксиллярных зубов на каждой стороне челюсти 5, максиллярных — 14—16, нижнечелюстных — 15. Окраска светло-коричневая с чёрными полосами на спине и хвосте, живот более светлый. Чешуя довольно крупная, на боках и внешней стороне лап округлой формы.

## Образ жизни
Как и у всех узкорылых крокодилов, основу рациона этого вида составляет рыба. Дополнительно взрослые особи могут питаться земноводными, птицами, небольшими рептилиями и млекопитающими. Обычно крокодил сидит и ждёт, пока добыча подойдёт достаточно близко, а затем хватает её быстрым движением головы. В сухой сезон его активность значительно снижается из-за недостатка пищи и более низкой температуры. Пресноводный крокодил считается неопасным для человека. Хотя он может укусить в случае опасности, его челюсти обычно недостаточно сильные, чтобы нанести взрослому человеку смертельные повреждения.

## Размножение
Яйца откладываются в июле—сентябре, когда уровень воды в реке сильно падает, через 6 недель после спаривания. Самки одной популяции, по результатам исследований, кладут яйца в один и тот же трёхнедельный период. Они роют ямы на берегу реки, часто очень близко друг от друга, и кладут яйца на глубину 12—20 см. Одна самка откладывает от 4 до 20 яиц. Инкубационный период составляет от 65 до 95 дней в зависимости от условий инкубации (обычно около 75—85 дней). При температуре около 32 °C развиваются самцы, выше или ниже этого значения на 2 градуса — самки. Однако, при значительных флуктуациях температуры, из одной кладки могут вылупляться детёныши разного пола.
Около 2/3 гнёзд разоряются варанами, австралийскими воронами и дикими свиньями, которые успевают улучить момент, когда родители оставляют их без охраны. В отдельные годы дождливый сезон наступает очень рано, и в результате все гнёзда могут быть затоплены. Если же кладка сохранилась, по окончании инкубации самка слышит зов вылупляющихся крокодильчиков, раскапывает гнездо и относит их в воду. Впрочем, иногда крокодильчики могут вылупиться и добраться до воды без помощи родителей. Отец охраняет потомство в течение некоторого времени, хотя и не так долго, как это наблюдается у гребнистого крокодила. Поэтому вараны, другие крокодилы и австралийские вороны охотятся на молодых крокодилов.

## Популяция
Пресноводный крокодил обитает в северных регионах Австралии: в штатах Западная Австралия, Квинсленд и в Северной территории. Предпочитает пресные водоёмы — реки, озёра и болота. В годы, когда снижается численность его основного естественного врага — гребнистого крокодила, также встречается близко к побережью, например в устьях рек. В верхнем течении рек обитает более мелкая (не крупнее 1,5 м) и тёмная разновидность пресноводного крокодила, однако на данный момент считается, что она не образует отдельного подвида.
Общая численность вида относительно стабильна и составляет 50—100 тысяч особей. В 1950-е — 1960-е годы на пресноводного крокодила велась охота из-за его кожи, но вскоре были приняты меры по охране этого вида. Сейчас для добычи кожи крокодилов разводят на небольших фермах. Основную угрозу для вида представляет сокращение мест обитания. С 1970-х годов действуют программы по изучению и мониторингу численности пресноводного крокодила.

## Продолжительность жизни
На звание самого старого крокодила в мире претендует самец австралийского узкорылого крокодила по кличке Мистер Фреши (англ. Mr Freshy), живущий в Австралийском зоопарке. Его возраст оценивается примерно в 134 года. Этот крокодил якобы в течение 100 лет жил в реке Мурхед на полуострове Кейп-Йорк, был доминирующим самцом и являлся священным животным для местного племени аборигенов. В 1970 году Боб Ирвин и Стив Ирвин спасли крокодила от охотников, которые дважды выстрелили в него, в результате чего крокодил лишился правого глаза. После этого Мистера Фреши поселили в Австралийском зоопарке. На сайте Австралийского зоопарка указана «дата рождения» Мистера Фреши — 01.01.1875. Но эта дата не совпадает со сроками вылупления потомства узкорылого крокодила в природе (откладка яиц с июля по сентябрь в разных точках ареала, инкубационный период от 65 до 95 суток), поэтому указанный возраст Мистера Фреши сомнителен.
В других источниках максимальная продолжительность жизни австралийского узкорылого крокодила в неволе оценивается в 20 лет.